# Abdij Saint Meinrad

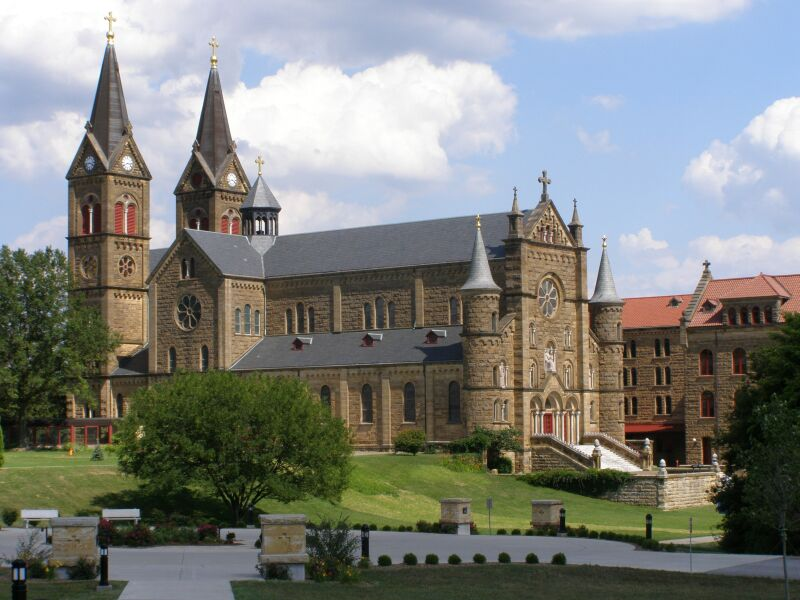
St. Meinrad Aartsabdij

Saint Meinrad is een Amerikaanse benedictijnenabdij in Spencer County (Indiana).
De abdij werd gesticht op 21 maart 1851 door monniken van het Zwitserse abdij van Einsiedeln. 
Het is een van de twee benedictijner aartsabdijen in de Verenigde Staten.
De abdij heeft een basisschool, een middelbare school en een theologisch seminarie.